# گوتور
گوتور (به اسپانیایی: Gotor) یک دهستان در اسپانیا است که در استان ساراگوسا واقع شده‌است. گوتور ۱۵ کیلومتر مربع مساحت و ۳۸۹ نفر جمعیت دارد.